# Sergei Alexejewitsch Denissow
Sergei Alexejewitsch Denissow (russisch Сергей Алексеевич Денисов; * 12. Mai 1990 in Moskau, Russische SFSR) ist ein russischer Eishockeytorwart, der seit Januar 2016 bei  Sputnik Nischni Tagil in der Wysschaja Hockey-Liga unter Vertrag steht.

## Karriere
Sergei Denissow begann seine Karriere als Eishockeyspieler in der Eishockeyschule von Rus Moskau. 2006 wechselte er in die Nachwuchsabteilung von Witjas Tschechow, für dessen zweite Mannschaft er von 2006 bis 2008 in der drittklassigen Perwaja Liga aktiv war.
In seiner Premierenspielzeit, der Saison 2008/09, absolvierte der Torwart zwölf Partien für die Profimannschaft des Klubs in der neu gegründeten Kontinentalen Hockey-Liga. Dabei wies er einen Gegentorschnitt von 5,38 und eine Fangquote von 82,9 % auf. In der folgenden Spielzeit stand er in 27 Partien für Witjas Tschechow in der KHL auf dem Eis und steigerte sich dabei auf eine Fangquote von 86,6 Prozent und konnte seinen Gegentorschnitt auf 3,73 Tore pro Spiel senken.
Zwischen 2010 und 2012 kam er meist bei den Russkije Witjasi Tschechow, dem Juniorenteam von Witjas aus der Molodjoschnaja Chokkeinaja Liga, zum Einsatz. In der Saison 2012/13 spielte Denissow vor allem für den HK Kuban Krasnodar in der Wysschaja Hockey-Liga, war aber weiter Ersatztorhüter bei Witjas.
Die Saison 2014/15 verbrachte Denissow erneut bei Kuban Krasnodar, die folgenden zunächst beim THK Twer. Seit Januar 2016 steht er nun bei Sputnik Nischni Tagil unter Vertrag.